# Kamień (nad Jaśliskami)
Kamień nad Jaśliskami (też: Bieszczad; 857 m n.p.m.) – szczyt w południowo-wschodniej części Beskidu Niskiego, w Paśmie granicznym. Miejscowa ludność nazywa go po prostu "Kamieniem". Przydawka "nad Jaśliskami" jest wytworem współczesnym autorów przewodników i map turystycznych, wprowadzonym w celu odróżnienia szczytu od innych "Kamieni", licznych w całym Beskidzie Niskim i na przyległych Pogórzach.

## Położenie
Masyw Kamienia leży w głównym grzbiecie wododziałowym Karpat, w jego odcinku pomiędzy Przełęczą Dukielską na zachodzie a Przełęczą Łupkowską na wschodzie. Wznosi się 3,5 km na północny wschód od przełęczy Beskid nad Czeremchą i około 6,0 km na południowy wschód od miejscowości Jaśliska w województwie podkarpackim.  Wierzchołek Kamienia położony jest ok. 700 m na północ od polsko-słowackiej granicy państwowej, w związku z czym kopuła szczytowa w całości należy do Polski. 

## Ukształtowanie
Kamień nad Jaśliskami jest najwyższym szczytem w całym wschodnim i środkowym Beskidzie Niskim. Jest to rozłożysta, dwuwierzchołkowa góra, o spłaszczonej wierzchowinie szczytowej, o mało wyraźnie zaznaczonych wierzchołkach i stromo opadających zboczach, górujące nad Jaśliskami. Jego szczyt stanowi wyraźną kulminacją pomiędzy dolinami rzek: Jasiołka na wschodzie i Bełcza na zachodzie. Zbocza poniżej kopuły szczytowej (mniej więcej od poziomicy 750 m n.p.m. w dół) są silnie rozczłonkowane, porozcinane z obu stron dolinkami licznych, niewielkich potoków, będących dopływami obu wspomnianych cieków wodnych.

## Geomorfologia
Wzniesienie zbudowane jest ze skał osadowych zwanych fliszem karpackim. Są to najczęściej naprzemiennie ułożone ławice zlepieńców, piaskowców i łupków ilastych. W górnej części wzniesienia  występują na zboczach formy skalne w postaci wychodni piaskowca serii dukielskiej, ścian i okazałych bloków skalnych. Rzeźbę wzniesienia urozmaicają zarośnięte lasem duże wyrobiska po dawnych kamieniołomach położone na  południowym, północnym i zachodnim zboczu.

## Przyroda ożywiona i jej ochrona
Szczyt i zbocza Kamienia pokrywają naturalne lasy bukowo-jodłowe regla dolnego, zespołu żyznej buczyny karpackiej w dwóch podzespołach: typowym i wilgotnym oraz kwaśnej buczyny górskiej. Występują też wysoko położone torfowiska niskie i przejściowe zwane „Berezedniami”, na których rośnie m.in. owadożerna rosiczka okrągłolistna. Można spotkać storczyki: kruszczyk rdzawoczerwony i błotny, storczyk szerokolistny i plamisty oraz podkolan biały. Z bardzo rzadkich w Karpatach roślin występuje turzyca bagienna. Najwyższą część masywu objęto w 2000 r. ochroną rezerwatową w rezerwacie przyrody "Kamień nad Jaśliskami".

## Pamiątki historyczne

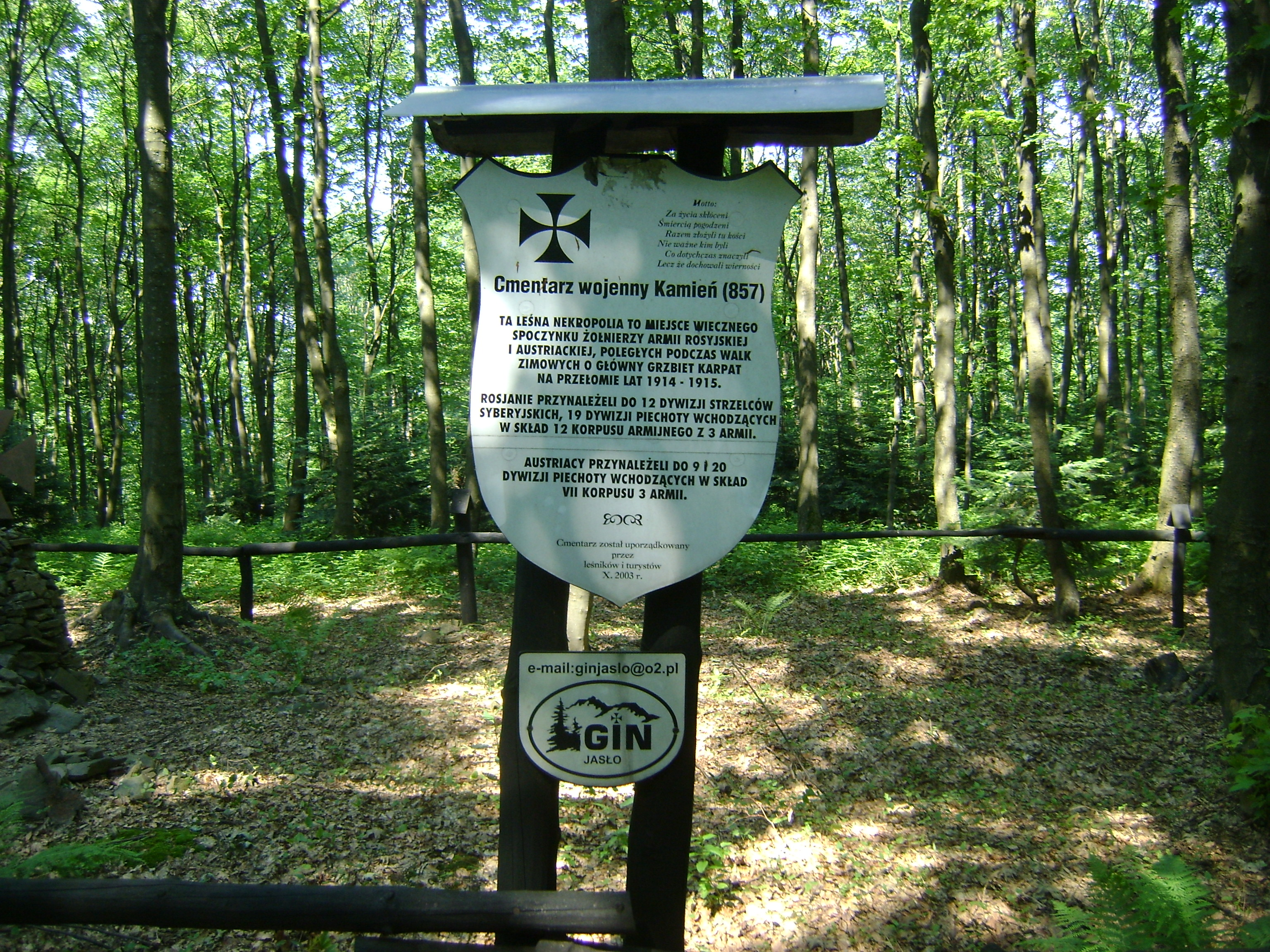
Cmentarz wojenny z I wojny światowej na Kamieniu

Na wschodnim ramieniu góry (już w grzbiecie granicznym) przy słupku granicznym nr 134/2, w miejscu zwanym Czereniny, znajduje się cmentarz wojenny z okresu I wojny światowej. Drugi cmentarz leży niedaleko tego pierwszego, po słowackiej stronie granicy. Pozostałe dwa (z istniejących tu podobno czterech cmentarzy) nie zostały dotychczas zidentyfikowane.

## Piesze szlaki turystyczne
Południowo-wschodnim zboczem poniżej szczytu, granicą państwową i granicą rezerwat przyrody "Kamień nad Jaśliskami" prowadzą szlaki:
  – fragment szlaku prowadzący z Barwinka przez Przełęcz Dukielskią, Przełęcz pod Czeremchą i dalej.
 – fragment szlaku prowadzący z Przełęczy Dukielskiej, przez  – Przełęcz pod Czeremchą i dalej.
  – prowadzący z Jaślisk przez rezerwat przyrody obok nieczynnych kamieniołomów na Kamieniu do Lipowca.